# Fitchburg Longsjo Classic
La Fitchburg Longsjo Classic fueron dos carreras ciclistas por etapas amateur estadounidense, masculina y femenina, disputada alrededor de Fitchburg (Massachusetts). 
La carrera masculina fue creada en 1960 bajo el nombre de Longsjo Memorial Race. Rinde homenaje a Art Longsjo, habitante de Flitchburg que participó en los Juegos Olímpicos de Invierno como patinador de velocidad y en los Juegos Olímpicos de Verano como ciclista. La carrera fue renombrada como Fitchburg Longsjo Classic en 1990. En 1999 se creó la carrera femenina. Ambas formaron parte del USA Cycling National Racing Calendar. Sus últimas ediciones fueron en el 2010.

## Palmarés

### Masculino
- 1960:  Guy Morin
- 1961:  Arnie Uhrlass
- 1962:  Richard Centori
- 1963:  Rob Parsons
- 1964:  Paul Ziak
- 1965:  Franco Poutenzieri
- 1966:  Sam Watson
- 1967:  Guiseppi Marinoni
- 1968:  Robert Simpson
- 1969:  Jocelyn Lovell
- 1970:  Doug Dale
- 1971:  Bobby Phillips
- 1972:  Giuseppi Marinoni
- 1973:  Steve Woznick
- 1974:  Bill Shook
- 1975:  Wayne Stetina
- 1976:  Tom Doughty
- 1977:  Wayne Stetina
- 1978:  Wayne Stetina
- 1979:  Tom Schuler
- 1980:  Bruce Donaghy
- 1981:  Steve Pyle
- 1982:  Alan McCormack
- 1983:  Louis Garneau
- 1984:  Russ Williams
- 1985:  Jeff Slack
- 1986:  Patrick Liu
- 1987:  Roberto Gaggioli
- 1988:  Graeme Miller
- 1989:  Jeff Slack
- 1990:  Tom Post
- 1991:  Davis Phinney
- 1992:  Lance Armstrong
- 1993:  Davis Phinney
- 1994:  Frank McCormack
- 1995:  Mike Engleman
- 1996:  Tyler Hamilton
- 1997:  John Peters
- 1998:  Frank McCormack
- 1999:  Bart Bowen
- 2000:  Henk Vogels
- 2001:  Eric Wohlberg
- 2002:  Chris Horner
- 2003:  Viktor Rapinski
- 2004:  Mark McCormack
- 2005:  Jonathan Page
- 2006:  Shawn Milne
- 2007:  Jake Rytlewski
- 2008:  Kyle Wamsley
- 2009:  Zachary Bell
- 2010:  David Veilleux
- 2014:  Cole Archambault
- 2015:  Kai Wiggins

### Femenino
- 1999:  Lyne Bessette
- 2000:  Lyne Bessette
- 2001:  Lyne Bessette
- 2002:  Lyne Bessette
- 2003:  Katie Mactier
- 2004:  Sue Palmer-Komar
- 2005:  Sue Palmer-Komar
- 2006:  Sarah Ulmer
- 2007:  Genevieve Gauthier
- 2008:  Catherine Cheatley
- 2009:  Evelyn Stevens
- 2010:  Catherine Cheatley